# ジョルジ・グージェウ
ジョルジ・グージェウ（Jorge Gurgel、1977年1月25日 - ）は、ブラジルの男性柔術家、総合格闘家。セアラー州フォルタレザ出身。アメリカ合衆国オハイオ州在住。チーム・ジョルジ・グージェウ主宰。ジョージ・ガーゲルとも表記される。
右腕上腕内側に「武士」というタトゥーを入れている。
総合格闘家のゾイラ・フラウストは夫人。

## 来歴
マーカス・アウレリオの下でブラジリアン柔術を学び、高校時代にアメリカ合衆国に移住した。
2003年7月19日、AACライト級王座決定戦でルーク・スペンサーと対戦し、パウンドでギブアップ勝ちを収め王座獲得に成功した
2003年11月23日、ZST GP 開幕戦で今成正和と対戦し、1R開始直後にヒールホールドで一本負け。

### TUF
2005年8月、リアリティ番組「The Ultimate Fighter」のシーズン2にリッチ・フランクリン率いるチーム・フランクリンのウェルター級選手として参加。エピソード6のエリミネイションバウトでジェイソン・フォン・フルーに判定負けし、トーナメントに参加することなくシーズンから脱落した。

### UFC
2007年7月7日、UFC 73でディエゴ・サライバと対戦し、3-0の判定勝ち。ファイト・オブ・ザ・ナイトを受賞した。
2008年3月1日、UFC 82でジョン・ハルバーソンと対戦し、3-0の判定勝ち。その後はコール・ミラー、アーロン・ライリーに連敗した。
2008年11月15日、UFC 91でアーロン・ライリーと対戦し、0-3の判定負け。ファイト・オブ・ザ・ナイトを受賞した。

### Strikeforce
2009年6月19日、Strikeforce初参戦となったStrikeforce Challengers 2でコナー・ヒューンと対戦し、3-0の判定勝ちを収めた。

## 戦績
| 総合格闘技 戦績 | 総合格闘技 戦績 | 総合格闘技 戦績 | 総合格闘技 戦績 | 総合格闘技 戦績 | 総合格闘技 戦績 | 総合格闘技 戦績 |
| --------------- | --------------- | --------------- | --------------- | --------------- | --------------- | --------------- |
| 24 試合         | (T)KO           | 一本            | 判定            | その他          | 引き分け        | 無効試合        |
| 14 勝           | 0               | 10              | 4               | 0               | 0               | 0               |
| 10 敗           | 2               | 2               | 6               | 0               | 0               | 0               |

| 勝敗 | 対戦相手                 | 試合結果                          | 大会名                                                | 開催年月日     |
| ×    | マイク・リッチ           | 1R 3:57 TKO（グラウンドの肘打ち） | Titan FC 27                                           | 2014年2月28日  |
| ×    | アドリアーノ・マルチンス | 5分3R終了 判定0-3                 | Strikeforce: Marquardt vs. Saffiedine                 | 2013年1月12日  |
| ×    | ジョー・ドゥアルテ       | 5分3R終了 判定0-3                 | Strikeforce Challengers 18                            | 2011年8月12日  |
| ○    | ビリー・ヴォーン         | 1R 0:44 ギロチンチョーク          | Strikeforce: Feijao vs. Henderson                     | 2011年3月5日   |
| ×    | KJ・ヌーンズ             | 2R 0:19 TKO（パウンド）           | Strikeforce: Houston                                  | 2010年8月21日  |
| ×    | ビリー・エヴァンゲリスタ | 5分3R終了 判定0-3                 | Strikeforce Challengers 4                             | 2009年11月6日  |
| ○    | コナー・ヒューン         | 5分3R終了 判定3-0                 | Strikeforce Challengers 2                             | 2009年6月19日  |
| ×    | アーロン・ライリー       | 5分3R終了 判定0-3                 | UFC 91: Couture vs. Lesnar                            | 2008年11月15日 |
| ×    | コール・ミラー           | 3R 4:48 三角絞め                  | UFC 86: Jackson vs. Griffin                           | 2008年7月5日   |
| ○    | ジョン・ハルバーソン     | 5分3R終了 判定3-0                 | UFC 82: Pride of a Champion                           | 2008年3月1日   |
| ×    | アルヴィン・ロビンソン   | 5分3R終了 判定0-3                 | UFC 77: Hostile Territory                             | 2007年10月20日 |
| ○    | ディエゴ・サライバ       | 5分3R終了 判定3-0                 | UFC 73: Stacked                                       | 2007年7月7日   |
| ○    | ダニー・アバディ         | 5分3R終了 判定3-0                 | UFC 63: Hughes vs. Penn                               | 2006年9月23日  |
| ×    | マーク・ホーミニック     | 5分3R終了 判定0-3                 | Ultimate Fight Night 5                                | 2006年6月28日  |
| ○    | ジェイソン・アイルランド | 3R 2:25 フロントチョーク          | KOTC 48: Payback                                      | 2005年2月25日  |
| ○    | ジョー・ジョーダン       | 1R 1:55 フロントチョーク          | Extreme Challenge 56 【決勝】                         | 2004年3月26日  |
| ○    | ジン・ミナエフ           | 3R 1:00 フロントチョーク          | Extreme Challenge 56 【1回戦】                        | 2004年3月26日  |
| ○    | スティーブ・キニスン     | 2R 1:08 フロントチョーク          | Freestyle Fighting Championships 8                    | 2004年3月5日   |
| ×    | 今成正和                 | 1R 0:32 ヒールホールド            | ZST GP 開幕戦 【1回戦】                               | 2003年11月23日 |
| ○    | ルーク・スペンサー       | 3R 1:55 ギブアップ（パウンド）    | Absolute Combat Challenge 1 【ACCライト級王座決定戦】 | 2003年7月19日  |
| ○    | ジャスティン・ジェームス | 1R 3:51 腕ひしぎ十字固め          | VFC 4: Wildcard                                       | 2003年4月19日  |
| ○    | ジン・ミナエフ           | 1R 2:18 フロントチョーク          | ICC 1: Retribution                                    | 2003年1月12日  |
| ○    | カリブ・カー             | 1R 0:18 腕ひしぎ十字固め          | Ultimate Wrestling: St. Cloud 2                       | 2002年3月16日  |
| ○    | エルヴィン・ロドリゲス   | 1R 1:10 腕ひしぎ十字固め          | Ultimate Wrestling: St. Cloud 2                       | 2002年3月16日  |

## 獲得タイトル
- ACCライト級王座（2003年）
- Extreme Challenge 56 優勝（2004年）

## 表彰
- ブラジリアン柔術 黒帯四段
- UFC ファイト・オブ・ザ・ナイト（2回）